# Ciampino
Ciampino és un municipi italià, situat a la regió del Laci i a la ciutat metropolitana de Roma Capital. L'any 2014 tenia 38.145 habitants.

## Fills ilustres
- Domenico Ceccarossi (1910-1997) músic i compositor.